# Batallón Independiente 76 del Ejército Croata
El Batallón Independiente 76 del Ejército Croata o 76.° Batallón Independiente (en croata: 76. Samostalnog Bataljuna Hrvatske Vojske) fue una unidad militar creada el 28 de octubre de 1991, que sería la base de la defensa de la parte no ocupada por los serbios de la  municipalidad de Pakrac.
Su zona de responsabilidad fue de 42 km, desde Poljana a Badljevina.
Unos 1500 miembros pasaron por sus filas, de los cuales 87 resultaron muertos y más de 300 heridos. Su primer jefe fue Stjepan Klasnić, coronel del Ejército Croata (HV)
El batallón fue desmovilizado en julio de 1992 con el arribo de UNPROFOR a Eslavonia Occidental, integrándose dentro de la estructura del Regimiento de Defensa de la Patria 52 del Ejército Croata - Daruvar.

## Historial

### Antecedentes
En el marco del conflicto de la disolución de Yugoslavia y ante el comienzo de la confrontación con las milicias serbocroatas y el Ejército Popular Yugoslavo (JNA), se había constituido una defensa local con voluntarios autoconvocados, sin ser movilizados en la entonces municipalidad de Pakrac. La organización de la defensa comenzó en enero de 1991, cuando se estableció el Destacamento de Voluntarios Desarmados en Badljevina, que en ese momento contaba con 52 miembros. El establecimiento de destacamentos de voluntarios desarmados se intensificó luego del Enfrentamiento de Pakrac de principios de marzo de 1991. En junio de 1991 se estableció en Prekopakra el Destacamento de Voluntarios Desarmados de 252 miembros.
En la segunda mitad de agosto de 1991, Stjepan Širac, un capitán de la reserva del JNA, organizó un comando independiente de la Guardia Nacional Croata (ZNG) consistente en cinco agrupamientos o compañías/secciones de voluntarios:
- 1.ª Sección: Lipik. Jefe Marijan Žunčić
- 2.ª Sección: sur, oeste y centro de Prekopakra. Jefe Ivica Bogović
- 3.ª Sección: parte norte de Prekopakra, Matkovac y Krndija. Jefe Ivica Bogović
- 4.ª Sección: Badljevina. Jefe Božidar Lujanac
- 5.ª Sección: Poljana. Jefe Slavko Gamauf.
- Grupo técnico de construcción de blindados en Prekopakra (Matkovac).

La defensa de Pakrac se constituyó en forma muy dificultosa. Su material no fue provisto en forma organizada. Su armamento, escaso, fue tomado del cuartel de Polom en Doljani luego de su caída el 17 de septiembre de 1991. Hasta entonces, solo contaban con armamento capturado antes o durante la guerra.
Entre el 17 y 18 de agosto de 1991, la mayoría de las familias serbias abandonaron la ciudad de Pakrac moviéndose al sector sur. El ataque serbocroata se inició el 19 con fuego de morteros sobre los sectores de la ciudad predominantemente ocupados por croatas. La ofensiva incluyó el ataque de personal a pie sobre el hospital local. Entonces, solo 90 policías constituían la defensa de la ciudad de Pakrac. Éstos fueron ayudados por civiles, mayormente de Prekopakra, dotados con armamento de caza y fusiles antiguos. A la tarde llegaron refuerzos de fuera del sector.
El hospital de Pakrac quedó en la línea de fuego. El pabellón psiquiátrico contenía unos 300 internados. El 29 de septiembre, debido a la situación táctica y los cortes de luz, tuvo que ser evacuado por la parte posterior (Este), a través del río Pakra. Marko Martinelli, el jefe de la fracción de la ZNG del sector, con 40 personas, estuvo a cargo del traslado desde el hospital a través del río Pakra hacia los ómnibus, muchos de los cuales no se podían mover.
En octubre, ante la ofensiva Yugoslava, las tropas que defendían Pakrac (ciudad) tuvieron un crítico momento durante el Combate de Batinjani. En la noche del 5 al 6, fracciones serbias partieron de Kukunjevac y ocuparon Batinjani y Gornja Obrijež con dos compañías. De esta manera, cortaron el único camino de abastecimiento disponible entonces para los croatas, rodeando totalmente a Pakrac y a Lipik. Esa misma mañana, una partida de unos veinte combatientes a cargo del jefe de la defensa local, Stjepan Širac, partieron desde Matkovac. La misma incluyó uno de los dos camiones blindados (el TOP 2 Tvornica oklopnjaka Prekopakra / Fábrica de Blindados de Prekopakra) construidos en Prekopakra. La partida fue detenida, el vehículo destruido y Širac muerto. El asedio fue levantado el 10.
El 12 de octubre, los yugoslavos ocuparon la mitad sur de Lipik por lo que las defensas se replegaron a Filipovac. Con refuerzos, la Guardia Nacional Croata (ZNG) volvió a la mitad este de Lipik a mantener el contacto. Los yugoslavos, debido a sus bajas, no continuaron con el avance. En Lipik, Dobrovac y Filipovac ya existía una defensa organizada basada en puntos fuertes. Los defensores eran voluntarios, en un número aproximado de cien. Actuaban de manera independiente pero cooperan y coordinan la defensa con la policía de Pakrac y con combatientes de localidades vecinas. En el período comprendido entre el 19 de agosto y el 24 de septiembre, algunos voluntarios de Lipik participaron activamente en la defensa de la ciudad de Pakrac.

### Creación
El 15 de octubre de 1991, se estableció el Cuartel General de Defensa Territorial del Municipio de Pakrac. Antun Brkljačić fue nombrado su jefe.
El Batallón Independiente 76 fue formalmente establecido el 28 de octubre de 1991 por orden del Estado Mayor Croata (en esos momentos, aun se denominaba Guardia Nacional Croata o ZNG). Su área de responsabilidad se extendía en la línea Poljana - Gaj - Kukunjevac - Dobrovac - Lipik - Filipovac - Pakrac - Omanovac - Badljevina y en la profundidad en la línea Donja Obrijež - Kapetanovo Polje - Brekinska. Contaba con seis compañías, cada una de 100 / 120 miembros. El efectivo del batallón era de aproximadamente 700 combatientes y 500 personas de apoyo.
Los miembros del batallón tuvieron su primera acción con nombre en código "Breza", el 29 de octubre, en la que expulsaron a los serbios del bosque de Turkovača, un kilómetro al SO de Batinjani. Después de eso, participaron en todas las acciones y operaciones en los campos de batalla de Pakrac y Lipik, incluidas las operaciones ofensivas en las que liberaron sectores, incluida la ciudad de Lipik, la primera liberada en la Guerra de Croacia. Entre sus principales acciones se cuentan:
- El 28 de noviembre, el Ejército Popular Yugoslavo (JNA), apoyado por milicias serbias, había ocupado la totalidad de Lipik.[10] El 5, los croatas, bajo el mando de la 2. Zona Operativa Bjelovar, comenzaron la Operación Orada para la recuperación de la ciudad y sus alrededores.[13] Junto con la 1.° Compañía del 76.º Batallón Independiente participaron elementos policiales y militares que se encontraban en el sector en apoyo.[14] La totalidad de tropas disponibles era de aproximadamente 600 miembros con el apoyo de tanques.[15] El 6 de diciembre, al mediodía, los croatas ingresaron al centro de la ciudad. Las fuerzas yugoslavas y serbias se replegaron al sur del río Pakra, alcanzando las alturas de Donji Čaglić.[16]
- El Batallón 76 ocupó Šokačka Kusonja el 11 de diciembre de 1991 mientras que una compañía junto con la Unidad de Policía Antiterrorista de Zagreb y la Unidad de Policía Especial de Virovitica ingresaron al barrio serbio de Gavrinica en un intento fracasado de ocupar Vinogradi.[1]
- El 24 de diciembre, miembros de la 4.ª Compañía del Batallón 76 y una unidad de la Policía Especial del Ministerio del Interior (MUP) de Poljana tomaron la aldea de Dereza, ocupada por la 5.ª Brigada del JNA.[17]
- La aldea de Kusonje fue tomada por la 2.ª y 3.ª compañía del Batallón 76, el Batallón independiente 57 (Grubišno Polje) y la 104.ª Brigada (Varaždin).[17]
- El 26 y 29 de diciembre los croatas desarrollaron la Acción Alfa con una importante participación de las 2.ª y 3.er Compañías del Batallón Independiente 76. El 29, unos 80 croatas iniciaron el avance hacia Vinogradi encontrando pronta resistencia serbia siendo rápidamente rodeados. A las 1300, una parte (200 miembros) del Batallón 55 avanzó por el norte del Cerro Kalvarija[18] en apoyo, aunque no pudo realizar la conexión.[14] En ese hecho muere, junto a otros seis, el segundo jefe del Batallón Independiente 76, Marijan Kulhavi, que se encontraba entre los guías y que, al ser herido y verse rodeado, se suicidó para no caer en manos serbias.[14][19]

### Alto al fuego y desmovilización
Luego del Acuerdo de Sarajevo del 2 de enero de 1992 por el cual se haría un alto al fuego al día siguiente, el Consejo de Seguridad, por  Resolución 743 (1992), del 21 de febrero de 1992, decidió establecer una operación de mantenimiento de la paz (UNPROFOR). La Fuerza se desplegaría en tres zonas en Croacia a las que se designaría como “Zonas Protegidas por las Naciones Unidas” (UNPA). Las zonas protegidas se dividirían en cuatro sectores (Oriental, Occidental, Septentrional y Meridional) en las regiones de Eslavonia Occidental, Eslavonia Oriental y Krajina. Su mandato era asegurar que las tres UNPAs en Croacia fueran desmilitarizadas y que todos los residentes en ellas estuvieran protegidos del temor de un ataque armado.
En Eslavonia Occidental, la UNPA - SW (United Nations Protected Area - Sector West) comprendía los entonces municipios de Grubišno Polje; Daruvar; Pakrac y parte de Novska y de Nova Gradiška. 
El programa de desmilitarización indicaba que replegarían a 30 km las armas de artillería, morteros y tanques; a 10 km los vehículos mecanizados y las ametralladoras y a 5 km las armas de infantería. En la UNPA, solo la fuerza policial podía estar presente con armas cortas. Ante tal situación, los croatas decidieron retirar sus tropas. Las autoridades de la aún República Federativa Socialista de Yugoslavia decidieron la transferencia de miembros del JNA nacidos en el territorio de Croacia a sus estado de origen. Las fuerzas de la UNPROFOR asumieron toda la responsabilidad en el Sector el 20 de junio de 1992.
El 7 de julio de 1992, el Batallón Independiente 76 fue desmovilizado y la 104.° Brigada de Varaždin y el 55 ° Batallón Independiente del HV de Bjelovar abandonaron el área de Pakrac. A partir de entonces, los miembros del batallón continuaron operando a través del Regimiento 52 del HV, por lo que luego fueron llamados "héroes en jeans" porque ayudaron a los agentes de policía a mantener la línea de defensa con ropa de civil. UNPROFOR impedía la presencia de personal uniformado en la zona.
Luego se estableció el Batallón de la Guardia Nacional Pakrac, del cual Drago Skalnik fue su jefe hasta 1993, cuando el Batallón Pakrac pasó a depender del Regimiento 52 de Daruvar.
Drago Skalnik señaló que "Era muy difícil trabajar entonces e hicimos prácticamente todo ilegalmente. Estábamos vestidos de civil, teníamos que esconder nuestras armas porque UNPROFOR nos perseguía constantemente y, al mismo tiempo, teníamos que mantener posiciones peligrosas en la "tierra de nadie"".
Con el lanzamiento de la Operación Bljesak el 1 de mayo, volvió la guerra abierta a Eslavonia Occidental. En el área de la ciudad de Pakrac, el responsable era la policía de Pakrac desde el centro de Pakrac hacia Gavrinica y Japaga en la dirección principal del ataque. El flanco izquierdo debía ser defendido por el Regimiento de Defensa de la Patria 52 del Ejército Croata que también incluía al Batallón Pakrac, continuación del 76.º Batallón Independiente, en la ruta Pakrac -Požega y en dirección Brusnik - Gornja Šumetlica. El flanco derecho, en dirección a Donji Čaglić - Bijela Stijena, estaba en manos de la 105.a Brigada Bjelovar. Esta fue la

## Organización
Al momento de la creación, el batallón se formó de acuerdo con las fuerzas existentes y las necesidades en el campo de batalla por lo que era mucho más grande que un batallón normal. En el transcurso de dos semanas, se constituyó con 925 miembros, que es el 171% de la estructura. Consistió en 5 compañías, cada una de las cuales era casi independiente debido a las condiciones del despliegue.
La zona de responsabilidad del batallón se extendía a lo largo de la línea Poljana - Gaj - Kukunjevac - Dobrovac - Lipik - Filipovac - Pakrac - Omanovac - Badljevina y a lo largo de la línea Donja Obrijež - Kapetanovo Polje - Brekinska. Cada compañía contaba con un efectivo entre 100 y 120 soldados. El batallón contaba con unos 700 soldados activos y 500 hombres en varias unidades logísticas
El despliegue de las compañías era:
- 1.ª Compañía. Lipik. Desde Dobrovac a través de Lipik hasta Filipovac. Jefes (según sucesión) Marijan Žunčić, Zdravko Mance, Berislav Ivošević, Ibrahim Abushaala (alias "Gadafi"), Blaž Skender.
- 2.ª Compañía. Prekopakra. Desde Filipovac hasta el puente en Pakrac. Sus jefes fueron primero Drago Skalnik-Brzi y luego Zdenko Skalnik.
- 3.ª Compañía. Prekopakra. Desde el puente en Pakrac hasta la parte de Pakrac llamada Mala Krndija también incluyendo a Zukva, las aldeas de Novi y Stari Majur y Matkovac. Jefe Stipe Hodak (hasta ser herido el 28 de diciembre de 1991), seguido de Fričer Antun-Tukša.
- 4.ª Compañía. Badljevina. Desde Omanovac a través de Badljevina hasta Miljanovac. Jefe Marijan Čapek.
- 5.ª Compañía. Poljana. incluía las aldeas de Poljana, Antunovac, Gaj, Brezine, Brekinska y Marino Selo. Era empleada con mayor frecuencia como reserva táctica. Jefe Slavko Gamauf.
- Batería de artillería. Prekopakra. Jefe Marko Martinelli y Josip Huška-Gonzo, (hasta el 1 de junio de 1992), seguido por Miroslav Kurić[5]

- Puesto comando y Elemento de apoyo logístico en Donjia Obrijež.[24]

## Jefes
Su jefe fue el coronel Stjepan Klasnić.
Sus segundos jefes fueron Marijan Kulhavi-Foka (muerto en combate el 29 de diciembre de 1991), Drago Skalnik-Brzi (hasta el 10 de abril de 1992) y Josip Huška-Gonzo.
Marko Matijašević se desempeñó como oficial de logística, Miroslav Fila oficial de enlace y la administración estuvo a cargo de Boris Šoštarić.

## Bajas
Sus bajas durante la guerra fue de 87/88 muertos y más de 300 heridos.